# Districtul Sam Sung
Sam Sung (în thailandeză ซำสูง) este un district (Amphoe) din provincia Khon Kaen, Thailanda, cu o populație de 23.672 de locuitori și o suprafață de 116,7 km².

## Componență
Districtul este subdivizat în 5 subdistricte (tambon), care sunt subdivizate în 34 de sate (muban).
| Nr. | Nume      | În thailandeză | Sate | Locuitori |  |
| --- | --------- | -------------- | ---- | --------- |  |
| 1.  | Kranuan   | กระนวน         | 6    | 5,188     |  |
| 2.  | Kham Maet | คำแมด          | 5    | 3,449     |  |
| 3.  | Ban Non   | บ้านโนน         | 9    | 5,877     |  |
| 4.  | Khu Kham  | คูคำ            | 7    | 4,624     |  |
| 5.  | Huai Toei | ห้วยเตย         | 7    | 4,534     |  |